# SN 2009fr
SN 2009fr – supernowa typu II-P odkryta 1 czerwca 2009 roku w galaktyce NGC 597. W momencie odkrycia miała maksymalną jasność 16,10m.